# Karl Viernstein
Karl Viernstein (* 4. Januar 1884 in München; † 8. Oktober 1948 ebenda) war ein deutscher Richter und Ministerialbeamter in der Finanzverwaltung.

## Leben
Viernstein studierte Rechtswissenschaft an der Ludwig-Maximilians-Universität München und wurde 1904 im Corps Bavaria München aktiv. Nach den Examen wurde er 1912 Finanzassessor in München. Seit 1917 Regierungsassessor, kam er 1918 als Regierungsrat an das Reichswirtschaftsamt in Berlin. 1922 kehrte er als Reichsfinanzrat an den Reichsfinanzhof in München zurück.
Ab 1937 war er Richter am Reichsfinanzhof. 1945 wurde er Richter am Obersten Finanzgerichtshof. Sein Werdegang erinnert an Rolf Grabower.

## Werke
- Karl Joseph Anton Mittermaier als Student und Lehrer an der Universität Landshut. München 1931.